# Conus xenicus
Espèce
Conus xenicus est une espèce fossile de mollusques gastéropodes marins de la famille des Conidae.

## Description
Description originale : La coquille est large au-dessus, le diamètre représentant environ les deux tiers de la longueur ; la spire est basse, son contour fortement concave, s'élevant vers un apex aigu. La périphérie est carénée, les pentes en dessous sont presque droites. Les premiers whorls ont une quille lisse, dépassant la suture ; mais les cinq derniers sont plats, avec de très faibles traces de stries spiralées, et sont séparés par une suture unie, étroitement imprimée. Le dernier verticille a des cordons spiralés grossiers et bien séparés à l'extrémité antérieure, mais sous une lumière suffisamment oblique, des spirales très faibles sont visibles partout. Les stries de croissance peu marquées se rétractent assez fortement près de l'épaule. L'ouverture est très étroite. La taille de la coquille varie entre 27 mm et 29 mm.

## Distribution
Cette espèce marine a été trouvée comme fossile de l'Oligocène de la République dominicaine.

## Taxonomie

### Publication originale
L'espèce Conus xenicus a été décrite pour la première fois en 1917 par les malacologistes Henry Augustus Pilsbry et Charles Willison Johnson (d) (1863-1932) dans « Proceedings of the Academy of Natural Sciences of Philadelphia »,.